# Frank De Bleeckere
Frank De Bleeckere (n. 1 iulie 1966, Oudenaarde, Flandra, Belgia) este un fost arbitru belgian de fotbal. El arbitra meciuri din anul 1984, și a fost arbitru FIFA oficial începând cu anul 1998.
De Bleeckere a arbitrat un total de 10 meciuri la Campionatul Mondial de Fotbal 2006, Euro 2008 și Campionatul Mondial de Fotbal 2010 și 47 de meciuri în UEFA Champions League.

## Statistici
| Competiție                         | Meicuri | Cartonaș galben | Cartonaș galben · Cartonaș galben · Cartonaș roșu | Cartonaș roșu |
| ---------------------------------- | ------- | --------------- | ------------------------------------------------- | ------------- |
| Campionatul Mondial de Fotbal 2006 | 4       | 19              | 0                                                 | 0             |
| Euro 2008                          | 3       | 13              | 0                                                 | 1             |
| Campionatul Mondial de Fotbal 2010 | 3       | 15              | 1                                                 | 0             |
| UEFA Champions League              | 47      | 164             | -                                                 | 7             |